# Bujugha Khan
Bujugha Khan fou kan de Coràsmia (1529-1535), fill d'Aminek Khan (oncle d'Ilbars Khan), i germà de Sufiyan Khan, al que va succeir quan va morir vers 1529. Ubayd Allah Sultan, kan de Bukharà (1504-1540) estava en guerra contra Tahmasp I de Pèrsia i els uzbeks de Coràsmia va complementar els seus atacs i van avançar fins a Pil Kupruki assaltant les ciutats frontereres de Khodjend (al Khorasan) and Asferain, prop d'Astarabad. Com que Tahmasp enfrontava també als otomans, va intentar negociar amb Coràsmia i va enviar un ambaixador per demanar una filla de Bujugha Khan en matrimoni pel xa; però Bujugha no tenia filles i va oferir a la seva neboda Aisha, filla de Sofian Khan. El seu germà Aghish Sultan, fou enviat a pactar els termes del matrimoni i fou rebut de manera distingida a Qazvín, aportant el nubi la ciutat de Khodjen al Khorasan com a dot; al sogre li va enviar 9 lingots d'or, 9 vegades nou lingots de plata (o sigui 81), 9 cavalls amb riques muntures, nou tendes amb la part superior de fins brodats d'or i la inferior d'una matèria anomenada Chubdar, amb magnífics coixins, i un digne aixovar de núvia. Els uzbeks van deixar de saquejar el Khorasan. A la seva mort el va succeir el seu germà Avanek Khan. Els seus tres fills Dost Muhammad, Ish Muhammad i Burum van rebre el feu de Kath.